# Куртова, Елена Матвеевна
Елена Матвеевна Куртова (5 мая 1925 года, село Кведа-Ачква, ССР Аджаристан, ССР Грузия — 22 мая 1957 года, село Кведа-Ачква, Аджарская АССР, Грузинская ССР) — колхозница колхоза «Красный Октябрь» Кобулетского района, Аджарская АССР, Грузинская ССР. Герой Социалистического Труда (1951).

## Биография
Родился в 1925 году в крестьянской семье в селе Кведа-Ачква. После окончания местной школы вступила в местный колхоз «Красный Октябрь» Кобулетского района, председателем которого был Христофор Мерициди. Трудилась на чайной плантации в звене Ивана Куртова.
В 1951 году собрала 6467 килограммов сортового зелёного чайного листа на участке площадью 0,5 гектара. Указом Президиума Верховного Совета СССР от 14 ноября 1951 удостоена звания Героя Социалистического Труда за «получение высоких урожаев сортового зелёного чайного листа в 1950 году» с вручением ордена Ленина и золотой медали «Серп и Молот» (№ 6445).
Погибла в мае 1957 года в собственном доме в результате несчастного случая от электрического разряда молнии. Похоронена на кладбище родного села .